# Atmosphère de Pluton

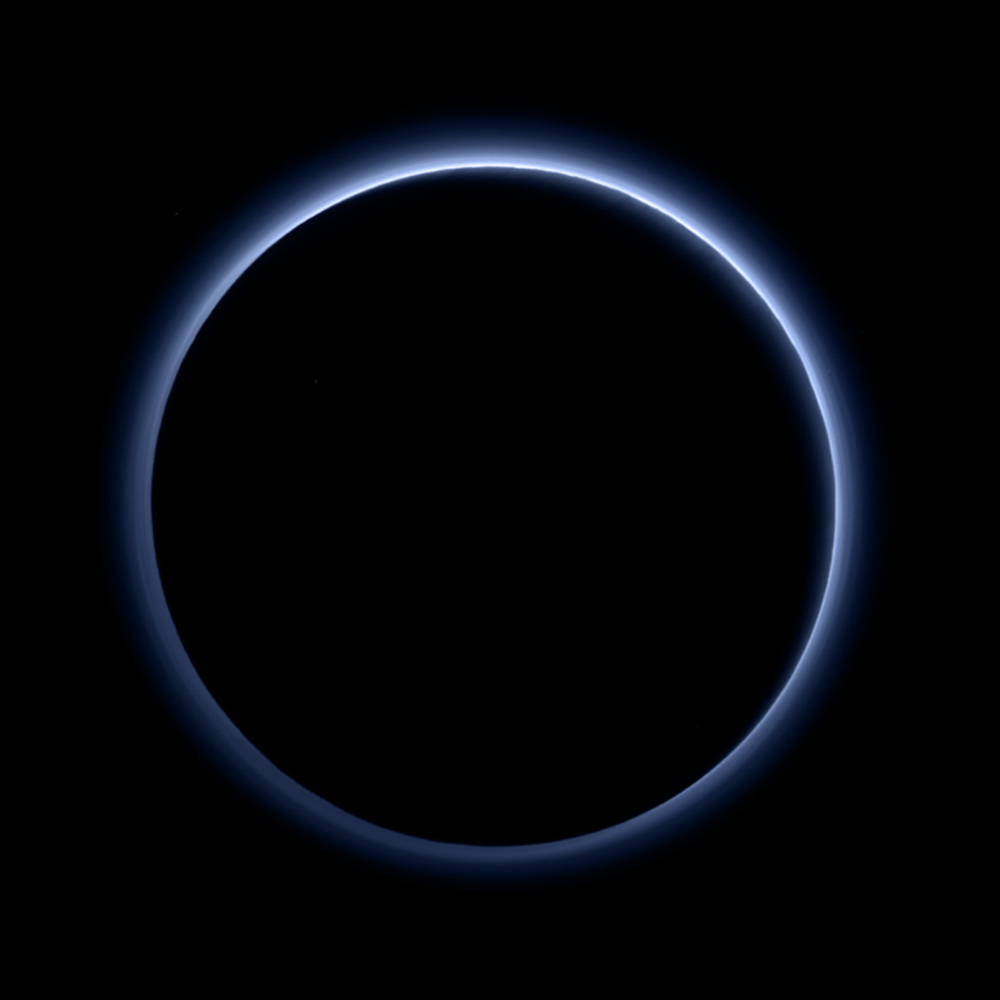
Reconstitution de la brume entourant Pluton créée à partir d'images dans les tons bleus, rouges et infrarouges, recréant ce que verrait un œil humain.

L’atmosphère de Pluton a été découverte en 1985, et de nombreuses spécificités ont progressivement été identifiées, bien que la plupart des détails restent encore à confirmer par des études plus détaillées. Les études actuelles montrent que l'atmosphère de Pluton est principalement composée de diazote, avec un peu de méthane, de monoxyde de carbone, et d'éthane, à une pression d'environ 6,5 à 24 microbars (0,65 à 2,4 pascals (Pa)) à la surface,.

## Caractéristiques

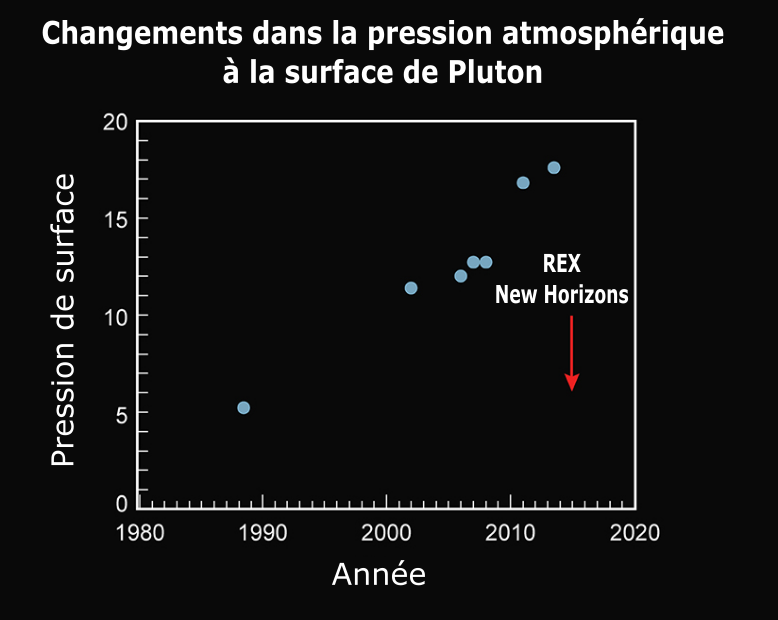
Évolution de la pression atmosphérique de Pluton : chaque point représente une mesure.

La pression atmosphérique à la surface de Pluton est d'environ 15 ± 9 μbar, soit environ le 100 000e de celle de la Terre. Une étude en 2009 a estimé que la pression devait être comprise entre 6,5 et 24 μbar.
La haute atmosphère de Pluton subit une inversion de température. Sa température est en effet d'environ 103 K (soit −170 °C), c'est-à-dire 50 K de plus que la surface (53 K, soit −220 °C), alors que la température de la basse atmosphère de Pluton est de 93 K (−180 °C), c'est-à-dire 40 K de plus que la surface.
La haute atmosphère de Pluton est principalement constituée de diazote, avec des traces de méthane et de monoxyde de carbone produits par les glaces de surface, tandis que la basse atmosphère est riche en méthane,.
Lorsque l'orbite de Pluton l'éloigne du Soleil, son atmosphère gèle et tombe progressivement sur le sol, ressemblant à un fin sable sec. Lorsque son orbite excentrique la rapproche du Soleil (Pluton est périodiquement plus proche du Soleil que Neptune), la température de la surface solide de Pluton augmente suffisamment pour sublimer ce sable en gaz. Cette sublimation a un effet de refroidissement sur la surface de Pluton et crée un « anti-effet de serre » ; un peu comme la transpiration rafraîchit le corps en s'évaporant de la surface de la peau. En utilisant les Submillimeter Array, des scientifiques ont récemment découvert que la température de Pluton est d'environ 43 K (−230 °C), 10 K plus froide que prévu.
Sa couleur bleue est liée à la présence de fines particules de tholins,.

### Brumes

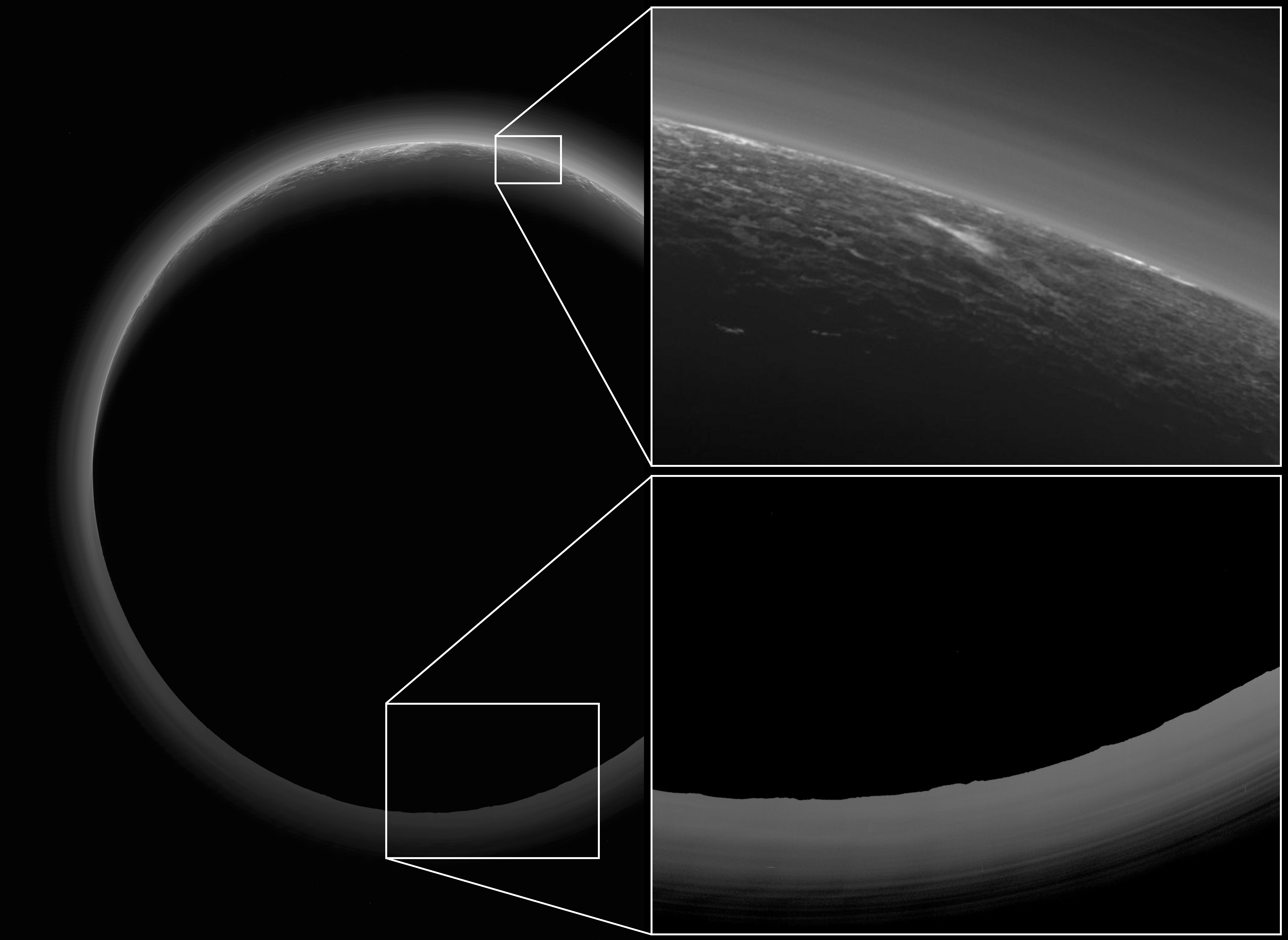
Couches de brume au-dessus de la surface de Pluton.

Des couches de brumes sont présentes dans l'atmosphère de Pluton. Lors du passage de New Horizons, une vingtaine de couches de quelques kilomètres d'épaisseur ont été identifiées, généralement séparées par une dizaine de kilomètres. Un ensemble de brumes basses (entre 5 et 15 km au-dessus de la surface) est présente, probablement issues de la condensation de produits de réactions photochimiques. Au-delà de 15 km des couches de brumes sont également présentes (jusqu'à plus de 200 km) alors que les températures sont trop élevées pour permettre la condensation d'hydrocarbures ou de nitriles. Titan possède le même type de structure dans son atmosphère avec des températures également trop élevées pour la condensation de ces molécules. Le mécanisme de formation de ces brumes pour Titan ― reposant sur la production d'ions CN− et C3N− à partir de collisions dans l'ionosphère entre des électrons de faibles énergies et HCN ou HC3N aboutissant potentiellement à des macromolécules chargées négativement attirant des cations et donnant un aérosol puis finalement des brumes ― pourrait s'appliquer sur Pluton bien qu'aucune ionosphère n'ait été détectée (2017). Les particules constituantes des brumes se déposent à la surface de la planète naine.

## Découverte

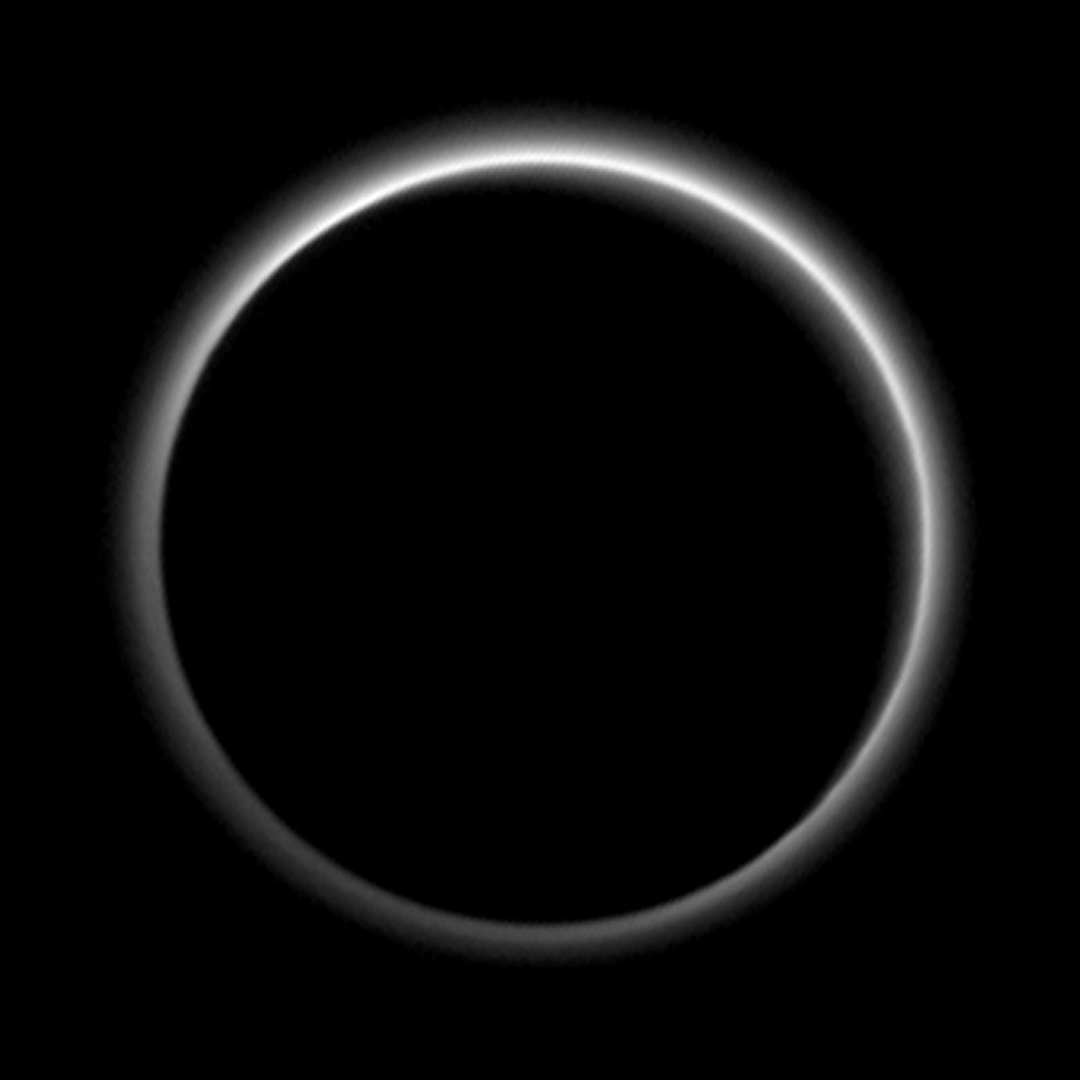
Photographie de Pluton occultant le Soleil, envoyée par New Horizons le 15 juillet 2015, reçue le 23 juillet 2015. Le halo lumineux est engendré par l'éclairage du Soleil sur l'atmosphère de la planète naine.

L'atmosphère de Pluton a été découverte lors de l'observation d'une occultation en 1985 ; cette découverte a été confirmée et considérablement renforcée par l'observation approfondie d'une autre occultation en 1998. Lorsqu'un objet sans atmosphère occulte une étoile, l'étoile disparaît brusquement ; dans le cas de Pluton, l'étoile s'estompait progressivement. Sur la base du taux d'occultation, la pression atmosphérique a été établie à 0,15 pascal, environ 700 000 fois moins que celle de la Terre.

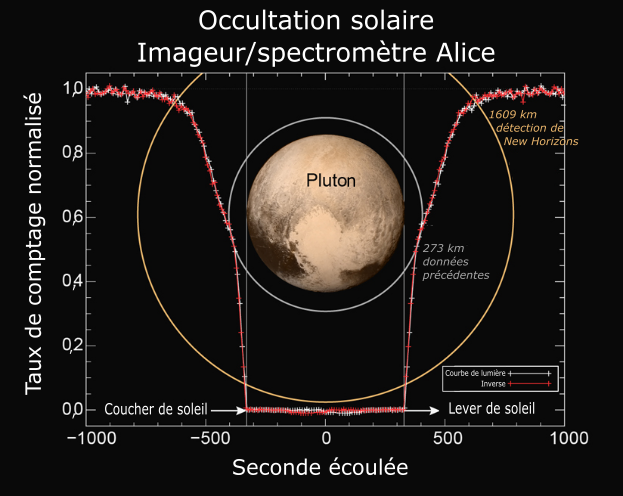
Détéction de l'atmosphère de Pluton par Alice, un instrument de New Horizons, durant une occultation solaire.

En 2002, une autre occultation a été observée et analysée par des équipes dirigées par Bruno Sicardy de l'Observatoire de Paris, James L. Elliot, du MIT, et Jay Pasachoff de Williams College. La pression atmosphérique a été estimée à 0,3 pascal, alors même que Pluton était plus éloignée du Soleil qu'en 1988. Cet éloignement aurait pourtant dû refroidir l'atmosphère, et la rendre plus ténue, plus raréfiée. Une explication possible à cet écart constaté repose sur le fait que, en 1987, le pôle sud de Pluton sortait de l'ombre pour la première fois depuis 120 ans. Cet évènement aurait provoqué la sublimation de grandes quantités d'azote issues de la calotte polaire. Il faudra des décennies pour que l'excès de diazote émis dans l'atmosphère se recondense sur la surface. Une autre occultation stellaire a été observée le 12 juin 2006 par l'équipe de James Elliot au MIT-Williams College, et par l'équipe dirigée par Leslie Young au Southwest Research Institute en Australie.
En octobre 2006, Dale Cruikshank, du Ames Research Center de la NASA (impliqué dans le projet New Horizons) et ses collègues ont annoncé la découverte spectroscopique de l'éthane sur la surface de Pluton. Cet éthane est produit à partir de la photolyse ou radiolyse (conversion chimique en énergie du rayonnement solaire et de particules chargées) de méthane gelé sur la surface de la planète naine ou en suspension dans son atmosphère.
En 2015, la sonde du projet New Horizons a été le premier engin spatial à s'approcher de Pluton pour l'étudier. Les premières informations reçues confirment la pression atmosphérique qui avait été calculée précédemment.

## Sources

## Compléments

### Lectures approfondies
- (en) S. M. Slivan et E. W. Dunham, « Constraints on the Structure of Pluto's Atmosphere », Bulletin of the American Astronomical Society, vol. 21,‎ juin 1989, p. 986 (lire en ligne)
- (en) D. P. Hinson, I. R. Linscott, L. A. Young, G. L. Tyler, S. A. Stern, R. A. Beyer, M. K. Bird, K. Ennico, G. R. Gladstone, C. B. Olkin, M. Pätzold, P. M. Schenk, D. F. Strobel, M. E. Summers, H. A. Weaver et W. W. Woods, « Radio occultation measurements of Pluto’s neutral atmosphere with New Horizons », Icarus, vol. 290,‎ 1er juillet 2017, p. 96–111 (DOI 10.1016/j.icarus.2017.02.031, lire en ligne, consulté le 17 mars 2017)